# Bourreria
- Commons
- Wikispecies

Bourreria é um gênero de plantas pertencente à família Boraginaceae.